# Yuri Floriani
Yuri Floriani (Trento, 25 dicembre 1981) è un siepista italiano.
Ha gareggiato per la squadra italiana alle Olimpiadi di Londra del 2012 nei 3000 m siepi.

## Progressione

### 3000 metri siepi
| Stagione | Risultato | Luogo             | Data      | Rank. Mond. |
| -------- | --------- | ----------------- | --------- | ----------- |
| 2016     | 8'30"03   | Rieti             | 26-6-2016 |             |
| 2012     | 8'22"62   | Roma              | 31-5-2012 |             |
| 2011     | 8'28"64   | Heusden-Zolder    | 16-7-2011 |             |
| 2010     | 8'34"15   | Firenze           | 5-6-2010  |             |
| 2009     | 8'34"60   | Pescara           | 2-7-2009  |             |
| 2008     | 8'28"90   | Roma              | 11-7-2008 |             |
| 2007     | 8'33"28   | Valenje           | 28-6-2007 |             |
| 2006     | 8'35"88   | Valencia          | 28-5-2006 |             |
| 2005     | 8'40"82   | Firenze           | 17-6-2005 |             |
| 2004     | 8'36"18   | Napoli            | 8-6-2004  |             |
| 2003     | 8'34"36   | Hengelo           | 1-6-2003  |             |
| 2002     | 8'32"87   | Castelfidardo     | 1-9-2002  |             |
| 2000     | 8-56-7    | Pergine Valsugana | 28-9-2000 |             |

## Palmarès
| Anno | Manifestazione          | Sede           | Evento       | Risultato | Prestazione | Note |
| ---- | ----------------------- | -------------- | ------------ | --------- | ----------- | ---- |
| 2000 | Mondiali juniores       | Santiago       | 3000 m siepi | Batteria  | 9'31"74     |      |
| 2005 | Mondiali di cross       | Saint-Galmier  | Gara breve   | 62º       | 12'38       |      |
| 2009 | Europei indoor          | Torino         | 3000 m piani | Batteria  | dnf         |      |
| 2009 | Giochi del Mediterraneo | Pescara        | 3000 m siepi | 4º        | 8'34"60     |      |
| 2012 | Europei                 | Helsinki       | 3000 m siepi | 6º        | 8'39"22     |      |
| 2012 | Giochi olimpici         | Londra         | 3000 m siepi | 13º       | 8'40"07     |      |
| 2013 | Mondiali                | Mosca          | 3000 m siepi | Batteria  | dq          |      |
| 2014 | Europei                 | Zurigo         | 3000 m siepi | 12º       | 8'44"05     |      |
| 2016 | Europei                 | Amsterdam      | 3000 m siepi | 9º        | 8'35"94     |      |
| 2016 | Giochi olimpici         | Rio de Janeiro | 3000 m siepi | Batteria  | 8'40"80     |      |

## Campionati nazionali
2001
- Oro ai campionati italiani promesse, 3000 siepi - 8'51"61

2002
- Argento ai campionati italiani assoluti, 3000 siepi - 8'38"58
- Oro ai campionati italiani promesse, 3000 siepi - 8'47"76

2003
- Argento ai campionati italiani assoluti, 3000 siepi - 8'47"28
- Oro ai campionati italiani promesse, 3000 siepi - 8'41"73

2005
- Oro ai campionati italiani assoluti, 3000 siepi - 8'44"08

2007
- Oro ai campionati italiani assoluti, 3000 siepi - 8'43"84
- Bronzo ai campionati italiani assoluti indoor, 3000 m - 8'07"72

2008
- Oro ai campionati italiani assoluti, 3000 siepi - 8'44"93
- Argento ai campionati italiani assoluti indoor, 3000 m - 7'57"58

2009
- Argento ai campionati italiani assoluti, 3000 siepi - 8'41"53
- Argento ai campionati italiani assoluti indoor, 3000 m - 8'03"48

2010
- Oro ai campionati italiani assoluti, 3000 siepi - 8'36"22

2011
- Oro ai campionati italiani assoluti, 3000 siepi - 8'37"76
- Argento ai campionati italiani assoluti indoor, 3000 m - 8'08"70

2013
- Argento ai campionati italiani assoluti, 3000 siepi - 8'41"20

2016
- Oro ai campionati italiani assoluti, 3000 siepi - 8'30"03

## Altre competizioni internazionali
2001
- 25º alla BOclassic ( Bolzano) - 30'54"

2003
- 21º alla BOclassic ( Bolzano) - 30'08"

2004
- 12º al Golden Gala ( Roma), 3000 m siepi - 8'45"09

2005
- 7º in Coppa Europa ( Firenze), 3000 metri siepi - 8'40"82

2006
- 9º in Coppa Europa ( Malaga), 3000 metri siepi - 8'54"85

2008
- 11º al Golden Gala ( Roma), 3000 m siepi - 8'28"90

2009
- Oro a La Corsa di Miguel ( Roma) - 29'48"

2010
- 15º al Giro al Sas ( Trento) - 30'01"

2011
- 15º al Giro al Sas ( Trento) - 30'29"
- 12º al Memorial Peppe Greco ( Scicli) - 30'48"

2012
- 11º al Golden Gala ( Roma), 3000 m siepi - 8'22"62
- 8º alla BOclassic ( Bolzano) - 30'19"
- 20º al Giro al Sas ( Trento) - 30'52"
- 9º al Giro podistico internazionale di Castelbuono ( Castelbuono) - 32'00"

2013
- 14º al Giro al Sas ( Trento) - 30'29"

2014
- 13º al Golden Gala ( Roma), 3000 m siepi - 8'26"34
- Oro a La Corsa di Miguel ( Roma) - 30'37"

2017
- 19º al Golden Gala ( Roma), 3000 m siepi - 8'39"83
- Oro a La Corsa di Miguel ( Roma) - 29'56"